# Джон Ґрієвз і К°
«Джон Ґрієвз і К°» — торгово-промислове акціонерне товариство, одне з найбільших у Російській імперії з виробництва сільсько-господарських знарядь та машин. Почало діяти 1899 на базі бельгійського капіталу та працюючого з 1876 чавуноливарного заводу в м. Бердянськ. Центральне правління знаходилося в м. Брюссель (Бельгія); регіональними справами керувало бердянське агентство. До правління входили Д. і Г. Грієвзи (директори-розпорядники) та П.І.Судерман (зав. комерційною частиною на заводі в Бердянську). Основний капітал товариства сягав 3 млн франків (6 тис. акцій по 500 франків), а вартість нерухомого майна – 737 тис. франків. Окрім бердянського заводу, товариство володіло також складами в містах Челябінськ, Омськ (нині обидва міста в РФ), Семипалатинськ (нині місто в Казахстані) і Харків. За даними 1900–14, воно випускало жатки, плуги, сінокосилки, сівалки, віялки, відомі своєю якістю в усій Європі. В роки Першої світової війни частково виконувало оборонне замовлення. Після лютневих подій (див. Лютнева революція 1917) товариство почало поступово занепадати. Націоналізоване більшовиками. Тоді ж чавуноливарний завод перейменовано на Першотравневий з-д с.-г. машинобудування.